# Вулиці Білої Церкви
Станом на 2016 рік у Білій Церкві нараховується 293 вулиці, враховуючи провулки, бульвари та проспект. 18 лютого 2016 року відповідно до декомунізаційних законів Білоцерківська міська рада перейменувала 66 вулиць і провулків. 28 липня 2022 року було перейменовано 84 об'єкти Білоцерківської МТГ.

## Цифрові
- 1-й Водопійний провулок
- 1-й Героїв Крут провулок
- 1-й Замковий провулок
- 1-й Курсовий провулок
- 1-й Лазаретний провулок
- 1-й Партизанський провулок
- 1-й Професора Голуба провулок
- 1-й Річний провулок
- 1-й Січових стрільців провулок
- 1-й Шевченка провулок
- 1-ша Заярська
- 1-ша Лазаретна
- 1-ша Піщана
- 1-ша Юр'ївська
- 2-га Заярська
- 2-га Михайла Коцюбинського
- 2-га Піщана
- 2-га Робоча
- 2-й Водопійний провулок
- 2-й Героїв Крут провулок
- 2-й Замковий провулок
- 2-й Курсовий провулок
- 2-й Лазаретний провулок
- 2-й Леваневського провулок
- 2-й Партизанський провулок
- 2-й Професора Голуба провулок
- 2-й Річний провулок
- 2-й Рокитнянський провулок
- 2-й Січових стрільців провулок
- 2-й Шевченка провулок
- 3-й Водопійний провулок
- 3-й Замковий провулок
- 3-й Січових стрільців провулок

## А
- Абрикосовий провулок
- Академічний провулок
- Миколи Амосова
- Володимира Антоновича

## Б
- Базарна
- Степана Бандери
- Банкова
- Банковий провулок
- Івана Богуна провулок
- Броварна
- Будівельників провулок

## В
- Васильківська
- Михайла Вербицького
- Володимира Вернадського
- Верхня
- Весняна
- Івана Виговського
- Остапа Вишні
- Миколи Вінграновського провулок
- Водопійна
- Водопійний провулок
- Вокзальна
- Вокзальний провулок
- Волонтерська
- Генерала Воробйова
- Академіка Вула

## Г
- Гайова
- Гайок
- Андрія Гальчуса
- Якова Гандзюка
- Героїв 72-ї бригади
- Героїв Крут
- Героїв Маріуполя
- Героїв Маріуполя провулок
- Героїв Небесної Сотні
- Героїв Чорнобиля
- Вадима Гетьмана
- Гетьманська
- Глибочанське шосе
- Глибочицька
- Глиняна
- Глухий провулок
- Горний провулок
- Миколи Гоголя
- Миколи Гоголя провулок
- Олеся Гончара
- Голубина
- Івана Гонти провулок
- Академіків Гродзинських
- Грузинський провулок
- Бульвар Михайла Грушевського
- Любомира Гузара

## Д
- Дачна
- Євгена Деслава
- Добровольчих батальйонів
- Луки Долинського
- Луки Долинського провулок
- Михайла Дорошенка
- Михайла Драгоманова
- Дружби
- Петра Дяченка
- Теодора Дячуна

## Є
- Європейська площа

## З
- Зарічанська
- Залізнична
- Залізничний провулок
- Максима Залізняка
- Максима Залізняка провулок
- Залузька
- Залузький провулок
- Замкова
- Запорізька
- Західний Проїзд
- Заярська
- Зелена
- Зелений провулок
- Зенітного полку
- Ігоря Зінича
- Івана Зінченка
- Златопольська

## І
- Володимира Іванціва
- Володимира Івасюка
- Інститутський провулок
- Інтендантська

## К
- Калинова
- Калиновий провулок
- Петра Калнишевського
- Петра Калнишевського провулок
- Кільцева
- Кагарлицька
- Леоніда Каденюка
- Ігоря Каплуненка
- Кар'єрна
- Кар'єрний провулок
- Київська
- Київське шосе (6 км)
- Київський провулок
- Миколи Кириленка
- Клінічна
- Клінічний провулок
- Клубний провулок
- Ключова
- Бульвар Княгині Ольги
- Проспект Князя Володимира
- Кобзаря
- Григорія Ковбасюка
- Івана Кожедуба
- Козачої ради
- провулок Козачої ради
- Колодязна
- Віталія Коломійця
- Комендантська
- Полковника Коновальця
- Академіка Кононського
- Івана Котляревського
- Михайла Коцюбинського
- Академіка Кримського
- Крутогорна
- Ковальська
- Ковальський провулок
- Пантелеймона Куліша
- Леся Курбаса
- Курсова

## Л
- Лісний провулок
- Лісова
- Петра Лебединцева
- Петра Лебединцева провулок
- Академіків Линників
- Левка Лук'яненка
- Миколи Леонтовича
- Миколи Лозовика
- Лугова
- Льодова
- Льодовий провулок
- Архипа Люльки
- провулок Архипа Люльки

## М
- Івана Мазепи
- Олександра Марченка
- Мережна
- Андрія Мельника
- Віктора Міняйла
- Миру
- Михайла Митрофанова
- Млинова
- Мокрий провулок
- Молодіжна
- Ярослава Мудрого
- М'ясна

## Н
- Набережна
- Нагірна
- Надрічна
- Северина Наливайка
- Проспект Незалежності
- Івана Нечуя-Левицького
- Нова
- Новосельська
- Новосельський провулок
- Петера Новотні
- провулок Петера Новотні перший
- провулок Петера Новотні другий

## О
- Озерна
- Олександрійський бульвар
- Олександрійський провулок
- Олега Ольжича
- Гетьмана Пилипа Орлика

## П
- Людмили Павліченко
- Партизанська
- Миколи Паукова провулок
- Костянтина Паустовського провулок
- Пекарський провулок
- Перемоги площа
- Симона Петлюри
- Пилипчанське шосе
- Південна
- Північна
- Підвальна
- Піщаний провулок
- Бориса Познанського
- Польова
- Павла Поповича
- Праведників світу
- Преображенська
- Марії Приймаченко
- провулок Марії Примаченко перший
- провулок Марії Примаченко другий
- Приміська
- Привокзальна
- Прорізна
- Підвальна
- Проточний провулок
- Івана Пулюя

## Р
- Радонова
- Райдужна
- Рибна
- Річна
- Робоча
- Роз'їзна
- Росьова
- Ротецька
- Софії Русової

## С
- Гетьмана Сагайдачного
- Садова
- Уласа Самчука
- Селекційна
- Селищний провулок
- Селянська
- Селянський провулок
- Левка Симиренка
- Левка Симиренка провулок
- Василя Симоненка
- Ігоря Сікорського
- Івана Сірка провулок
- Січневого прориву
- Січових стрільців
- Левка Симиренка
- Сквирське шосе
- Григорія Сковороди
- Павла Скоропадського
- Смоляно-Рокитнянський провулок
- Соборна площа
- Анатолія Солов'яненка
- Сонячна
- Івана Сошенка
- Ставищанська
- Кирила Стеценка
- Студентський провулок
- Василя Стуса
- Василя Сухомлинського
- Сухоярська
- Сухоярський провулок
- Східна

## Т
- Таращанський провулок
- Таращанська
- Театральна
- Олени Теліги
- Товарна
- провулок Товарний
- Томилівський провулок
- Томилівська
- Торгова площа
- Травнева

## У
- Узинська
- Лесі Українки
- Українська

## Ф
- Фастівська
- Фастівське шосе
- Івана Франка
- Івана Франка провулок

## Х
- Богдана Хмельницького
- Храпачанська
- Миколи Хрусталенка

## Ч
- Михайла Чалого
- Чехословацька
- Чорних Запорожців
- В'ячеслава Чорновола
- Павла Чубинського
- Марусі Чурай провулок

## Ш
- Шамраївська
- Тараса Шевченка
- Тараса Шевченка площа
- Андрея Шептицького
- Шкільна
- Шолом-Алейхема
- Романа Шухевича

## Я
- Яблунева
- Дмитра Яворницького завулок
- Яровий провулок
- Ярмаркова